# Botrys (Bildhauer)
Botrys (altgriechisch Βότρυς) war ein griechischer Bildhauer aus Lukanien, der in der ersten Hälfte des 2. Jahrhunderts v. Chr. auf Rhodos tätig war.
Er ist nur von einer Inschrift auf einer auf Rhodos gefundenen Statuenbasis bekannt. Es handelte sich dabei um eine Bronzestatue, die als Votivstatue im Auftrag eines gewissen Kleiton, Sohnes des Euphranor, gestiftet wurde. Wen die Statue darstellte, ist unbekannt.